# Tiphareth

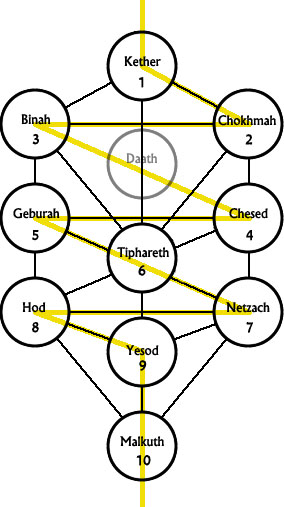
Árvore da vida

Tiphareth, Beleza (Em hebraico, תפארת: Tau, Pé, Aleph, Resh) é a sexta sephirah da Árvore da Vida. Ela é uma das sephirah mais importantes, pois está localizada no centro da Árvore, logo ela representa o equilíbrio de toda a Árvore, assim como o Sol, seu astro correspondente, é o equilíbrio de todo o Sistema Solar. Ela também representa o ponto de divisão da árvore entre o macrocosmo, ou macroprosopos, e o microcosmo, ou microprosopos; é o transmutador entre os planos da força e os planos da forma. Sua imagem magica é um rei majestoso, uma criança ou um deus sacrificado. Seria um rei majestoso vendo do ponto de vista de Malkuth, e seria uma criança vendo do ponto de vista de Kether, e seria também um deus sacrificado, assim como Jesus. Como mediador, as quatro sephirah que estão abaixo de tiphareth são o "Eu Inferior", e as quatro sephirah que estão logo acima dele são o "Eu Superior", sendo Kether a centelha divina. Kether, em termos gerais, é o pai de todas as coisas, é Deus; Tiphareth, logo abaixo dele represeta o Filho, por isso essa sephirah é relacionada a Jesus, por isso que essa sephirah é conhecida também como centro cristológico. Seguindo o Caminho do Relâmpago, que vai de Geburah a Tiphareth, vemos que antes da redenção, proporcionada por Jesus, na esfera de Tiphareth veio a destruição, a severidade de Geburah, assim como Jesus veio ensinar o amor a um povo rude e com todas as características ruins de Geburah. Por isso que Jesus disse: "Ninguém vem ao pai (Kether) senão por mim". Para o Iniciado, a passagem por essa sephirah também é uma das mais importantes, pois é nela que ele realiza o Conhecimento e Conversação com o Sagrado Anjo Guardião, e nela é que também descobre sua Verdadeira Vontade. Passando o Iniciado por essa sephirah, ele torna-se a ser conhecido dentro da magia como um Adeptus Minor, 5º=6º, alguém descobriu seu Eu Superior. Seu texto yetzirático é: "O Sexto Caminho chama-se Inteligência Mediadora, pois nele se multiplicam os influxos das emanações, fluindo essas influências para todos os reservatórios das bênçãos com que se unem". O Arcanjo Rafael é o governante dessa sephirah; o coro angélico são os Malachim, os mensageiros. A experiência espiritual dessa sephirah é conhecida como a visão da harmonia das coisas e os mistérios da Crucificação.

## Correspondência macrocosmica
Essa sephirah é representada no Sistema Solar como o Sol. As divindades em geral, atribuídas ao astro Sol costumam serem mensagerios, contrastando com o mesmo atributo de Jesus Cristo. O Sol também é o doador e o estabilizador da Vida aquí na Terra, assim como Jesus foi o Sol da Humanidade.